# Études de musique en Suisse
 (signalé en août 2025).
Si vous disposez d'ouvrages ou d'articles de référence ou si vous connaissez des sites web de qualité traitant du thème abordé ici, merci de compléter l'article en donnant les références utiles à sa vérifiabilité et en les liant à la section « Notes et références ».
- Archive Wikiwix
- Bing
- Cairn
- DuckDuckGo
- E. Universalis
- Gallica
- Google
- G. Books
- G. News
- G. Scholar
- Persée
- Qwant
- (zh) Baidu
- (ru) Yandex
- (wd) trouver des œuvres sur Wikidata

L'enseignement de la musique en Suisse est délivré généralement dans une haute école de musique (HÉM) ou dans un conservatoire (Genève, Lausanne, Neuchâtel, Sion, Fribourg, Delémont, Berne).
La durée des études est de cinq ans en moyenne (trois ans pour la licence et deux ans supplémentaires pour le master).
La HEM de Genève et Neuchâtel, celle de Lausanne, Fribourg et Sion, ainsi que celle de Berne délivrent un « Bachelor of arts » et un « Master of arts » avec mention de l'instrument et de la filière suivie (concertiste, soliste, composition, accompagnement, musicien d'orchestre).
Outre le bachelor et le master, Neuchâtel délivre également un « Diplôme de concert » et un « Diplôme de soliste ». Delémont ne délivre qu'un « Diplôme de capacité professionnelle d'instrument ».
Ces titres sanctionnent un apprentissage complet : 
- Instrument principal, deuxième instrument, masterclasses, lecture à vue ;
- Formation pratique : harmonie, accompagnement, musique d'ensemble, improvisation ;
- Formation générale : solfège, harmonie ou contrepoint, éléments d'analyse, interprétation, histoire de la musique, acoustique.

De plus, à Lausanne (institut de Ribaupierre), une formation professionnelle individualisée aboutit à un « Diplôme de virtuosité » ou à une « Licence de concert »[pertinence contestée].
Enfin, la Société suisse de pédagogie musicale (SSPM) offre une formation professionnelle menée à titre privé, à domicile. Des contrôles annuels d'acquisition de niveaux aboutissent à une « Licence de concert » ou à un « Diplôme de virtuosité »[pertinence contestée].